# Opacuincola
Opacuincola is een geslacht van weekdieren uit de klasse van de Gastropoda (slakken).

## Soorten
- Opacuincola abradeta Haase, 2008
- Opacuincola caeca Ponder, 1966
- Opacuincola cervicesmadentes Haase, 2008
- Opacuincola conosimilis Haase, 2008
- Opacuincola delira Haase, 2008
- Opacuincola dulcinella Haase, 2008
- Opacuincola eduardstraussi Haase, 2008
- Opacuincola favus Haase, 2008
- Opacuincola fruticis Haase, 2008
- Opacuincola geometrica Haase, 2008
- Opacuincola ignorata Haase, 2008
- Opacuincola johannstraussi Haase, 2008
- Opacuincola josefstraussi Haase, 2008
- Opacuincola kuscheli Climo, 1974
- Opacuincola lentesferens Haase, 2008
- Opacuincola mete Haase, 2008
- Opacuincola ngatapuna Haase, 2008
- Opacuincola ovata Haase, 2008
- Opacuincola permutata Haase, 2008
- Opacuincola piriformis Haase, 2008
- Opacuincola roscoei Haase, 2008
- Opacuincola takakaensis Haase, 2008
- Opacuincola terraelapsus Haase, 2008
- Opacuincola turriformis Haase, 2008